# 国鉄9200形蒸気機関車

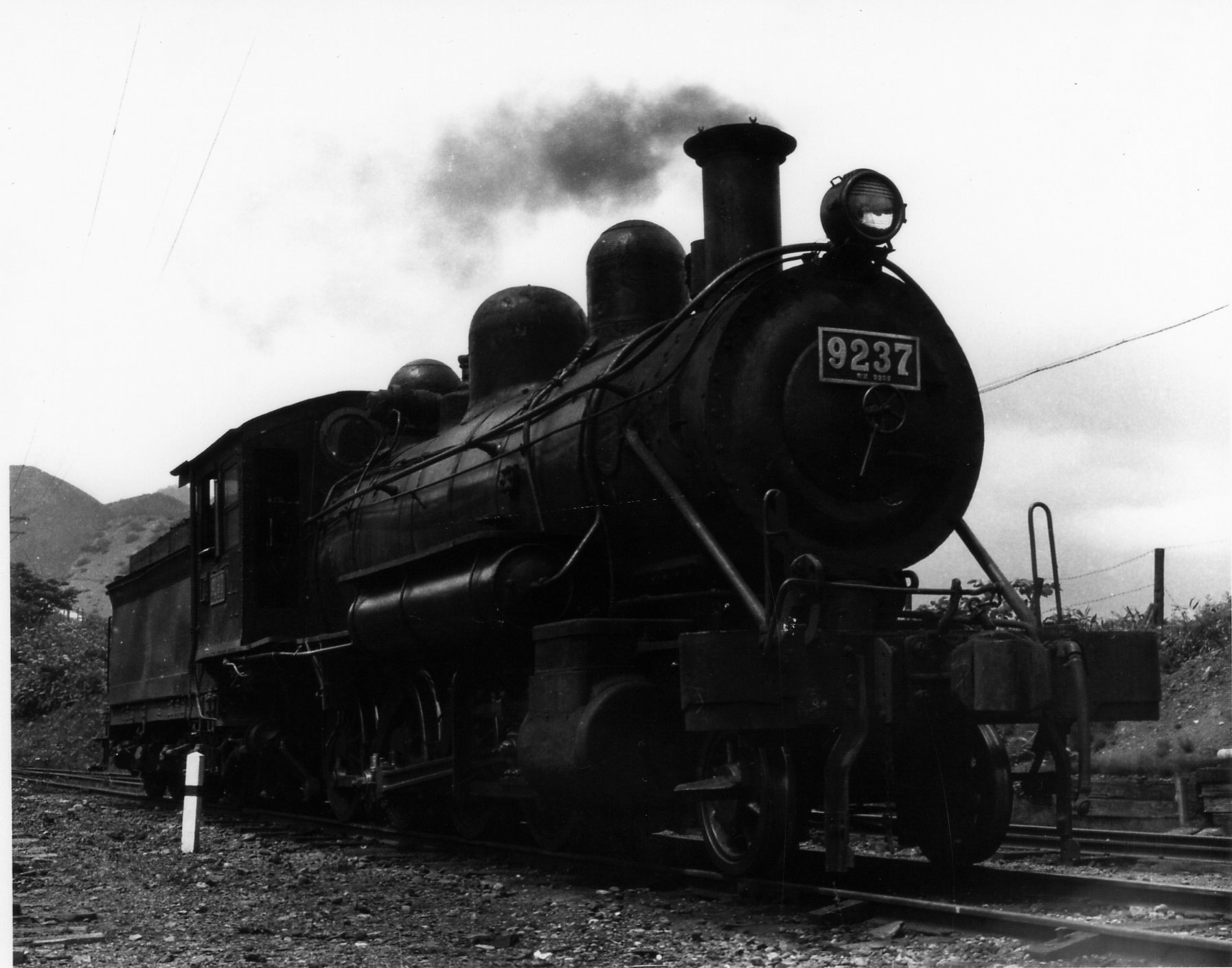
三菱鉱業大夕張鉄道9237号/大夕張炭山・1955年

9200形は、日本国有鉄道（国鉄）の前身である鉄道作業局が、1905年（明治38年）にアメリカ合衆国のボールドウィン社から50両を輸入した、テンダ式蒸気機関車である。軸配置は1Dであった。

## 概要
日露戦争で、主戦場となった満洲では、陸軍野戦鉄道提理部がB6形を使用して兵站輸送を行なったが、B6形では輸送力が十分でないとして、より大型で力の強い機関車を求めた陸軍が臨時軍事費からの支出により、本形式50両をアメリカのボールドウィン社に発注した。
もともとは、北海道官設鉄道が導入を計画していたものだが、前述の経緯により陸軍に注目され、増加発注されたものである。
製造番号は、26226 - 26228, 26245, 26257, 26272 - 26274, 26290, 26310, 26311, 26331 - 26333, 26346, 26368, 26369, 26404, 26437, 26461, 26462, 26479, 26494, 26496, 26509, 26573, 26586, 26590, 26591, 26654, 26699, 26700, 26715, 26734, 26741, 26784 - 26786, 26829, 26841, 26842, 26849, 26893, 26894, 26906, 26924, 26925, 26959, 26960, 27074である。

## 構造
メーカーの種別呼称では10-30Eと称する、車軸配置2-8-0（1D＝コンソリデーション）で2気筒単式の飽和式テンダ機関車である。発注から納期までの時間が少なかったこともあり、前年にセントラル・オブ・ジョージア鉄道(Central of Georgia Railway Co.)から受注した機関車の軌間や火床寸法などを変更して急造されたと伝えられている。
火室は狭火室式で、第3動輪と第4動輪の間に収めている。ボイラーはストレートトップ式で、第2缶胴上に蒸気ドームを、第1缶胴上と火室上の2個所に砂箱を設けている。安全弁は、ポップ式のものが蒸気ドームと後部砂箱の間に設けられている。歩み板はシリンダー直後から運転台まで一直線に伸びていたが、空気制動化とともに短縮され、空気タンクや圧縮機、配管などが取付けられた。前端梁とボイラーの煙室側部は、ブレースと呼ばれる支柱で結ばれている。
炭水車は、アーチバー式の2軸ボギー台車を2つ履く4軸式の水槽容量2,300ガロン形である。
先行した、9000形や9030形が「小コン」、9050形が「新コン」と呼ばれたのに対し、これらよりやや大形の本形式は「大コン」（大形コンソリデーションの略）と愛称された。

### 主要諸元
- 全長：17,329 mm
- 全高：3,748 mm
- 軌間：1,067 mm
- 車軸配置：2-8-0(1D)

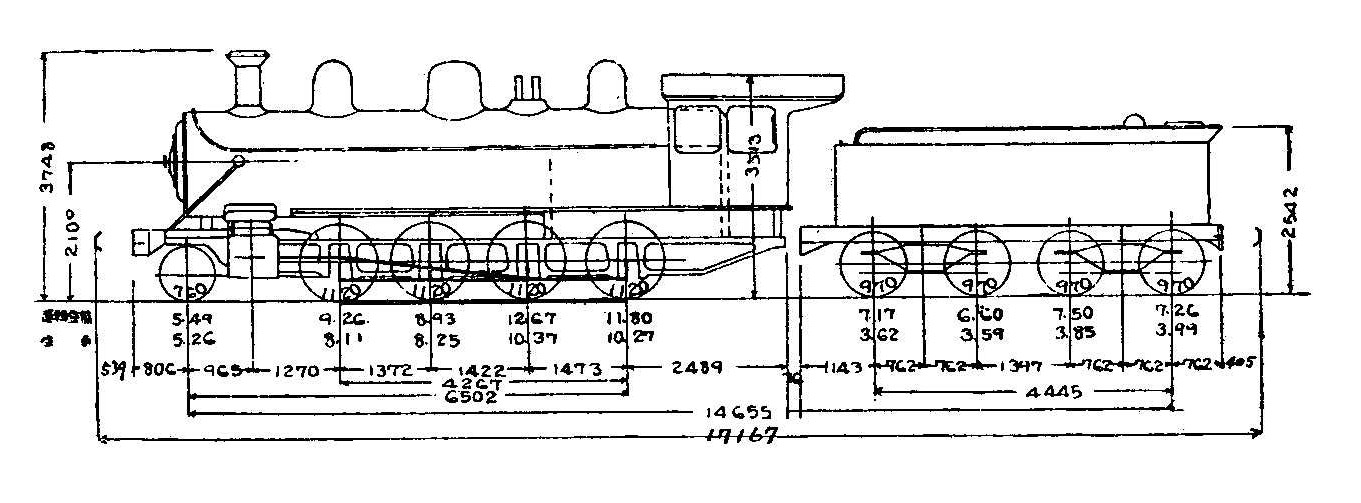
形式図

- 動輪直径：1,092 mm（3ft7in）（1909年製。1931年製では1,120 mm）
- 弁装置：スチーブンソン式アメリカ形
- シリンダー（直径×行程）：457 mm×559 mm
- ボイラー圧力：12.0 kg/cm2
- 火格子面積：1.92 m2
- 全伝熱面積：116.6 m2
  - 煙管蒸発伝熱面積：106.6 m2
  - 火室蒸発伝熱面積：10.6 m2
- ボイラー水容量：4.9 m3
- 小煙管（直径×長さ×数）：45 mm×3,921 mm×215本
- 機関車運転整備重量：48.72 t
- 機関車空車重量：44.80 t
- 機関車動輪上重量（運転整備時）：43.16 t
- 機関車動輪軸重（最大・第3動輪上）：12.80 t
- 炭水車運転整備重量：29.02 t
- 炭水車空車重量：15.29 t
- 水タンク容量：11.0 m3
- 燃料積載量：2.70 t

## 経歴
全50両のうち、30両を満洲で、20両を内地で使用することとし、鉄道作業局ではF2形（800 - 849）とした。このうち、807, 808, 810, 812 - 816, 818 - 824, 830 - 844は予定どおり満洲に送られ、南満洲鉄道が標準軌への改軌を終える1908年（明治41年）4月まで満洲で使用された。内地への還送は同年度から始まり、1910（明治43）年度までに完了した。
内地で使用された20両のうち、17両は陸軍省の所有であったが、1906年（明治39年）9月に鉄道作業局へ保管転換された。そのうち825, 827, 828の3両は、同年中に台湾総督府鉄道に譲渡されることとなり、同部の60形（60 - 62）となった。1911年（明治44年）に50形蒸気機関車の増備に伴い、120形（120 - 122）と改番された。
1909年（明治42年）9月、鉄道国有法の施行を受けて制定された鉄道院の車両形式称号規程では、800 - 824, 826, 829 - 849の47両が9200形（9200 - 9246）に改番された。
内地で使用されたものの配属は東海道本線で、1908年（明治41年）頃には、801, 803 - 806, 809, 829の7両が同線で重量貨物列車の牽引に充てられていた。満洲から還送されたものは順次、奥羽本線、中央本線、関西本線、北陸本線、山手線に配置され、勾配線区や貨物列車の牽引用に使用された。そのうち、813, 816, 819, 820, 829, 835, 837の7両は奥羽本線の板谷峠区間で使用されたが、1909年（明治42年）6月に、牽引力の不足により列車がトンネル内で停止、煤煙により乗務員が失神したため列車が退行して赤岩駅構内で脱線転覆する事故が発生し、4100形などの5動軸機関車導入の契機となった。
1909年（明治42年）10月には、満洲から還送された9212, 9218, 9223, 9224, 9228, 9233, 9239が北海道鉄道管理局に配属され、本来計画された北海道への初の配置となっている。1910年（明治43年）1月には9213、同年4月に9216, 9231が東部鉄道管理局に配属され、奥羽本線あるいは常磐線で使用されたともいわれている。1911年（明治44年）5月に9220, 9237、8月に9219, 9235が北海道に転属し、12月には満洲から還送された9208, 9221, 9222, 9227, 9232, 9234, 9236, 9238, 9240, 9241が北海道に配属された。
1913年（大正2年）4月末時点の北海道における本形式の配置は23両で、配置は函館3両、黒松内3両、倶知安5両、中央小樽3両、追分4両、室蘭1両、工場入場中3両であった。1913年（大正2年）以降、東部鉄道管理局配置の本形式は順次北海道に転属し、1916年（大正5年）3月の9206, 9207, 9242 - 9244の転属を最後に、全車が北海道に移った。1916年（大正5年）3月には、9202が粘着重量を増加させるため、苗穂工場で先輪を撤去して車軸配置0-8-0(D)形に改造されたが、1921年（大正10年）7月に復元された。
当初は、函館本線などの幹線筋に配置されたが、より強力な9600形が増備されるのに従って第二線級に退いていった。1923年（大正12年）1月末時点の配置は、函館1両（9226）、黒松内2両（9228, 9239）、倶知安1両（9236）、小樽築港1両（9233）、岩見沢6両（9207, 9225, 9238, 9242 - 9244）、追分6両（9200, 9201, 9203 - 9206）、下富良野1両（9212）、旭川7両（9208 - 9211, 9213 - 9215）、上興部5両（9221, 9230, 9234, 9245, 9246）、名寄1両（9223）、音威子府1両（9216）、稚内1両（9240）、新得8両（9222, 9224, 9227, 9231, 9232, 9235, 9237, 9241）、浜釧路5両（9202, 9217 - 9220）、釧路1両（9229）である（この字体は入換専用）。
1927年（昭和2年）には12両が廃車となり、一部は次節のとおり民間に払下げられ、9236は教習用となった。さらに1930年（昭和5年）までに10両が廃車され、1933年（昭和8年）6月末時点では25両が残存しており、配置は、函館1両（9226）、小樽築港7両（9204, 9209 - 9211, 9239, 9241, 9242）、岩見沢9両（9203, 9207, 9218, 9222, 9224, 9238, 9240, 9244, 9245）、追分4両（9206, 9219, 9231, 9232）、室蘭2両（9205, 9214）、稚内2両（9200, 9243）で（下線は休車）、これらは太平洋戦争後まで使用された。戦後の廃車は1948年（昭和23年）から開始され、1950年（昭和25年）までに全車が廃車となった。
台湾総督府鉄道部の3両については、主に苗栗、台北機関区で使用されたが、1933年（昭和8年）に廃車となった。

## 譲渡
本形式は戦前に4両、戦後に1両の計5両が、炭鉱鉄道へ払下げられた。これらは1960年代まで使用されたが、保存されたものはない。
- 9201（1927年） - 大夕張炭礦専用鉄道（後の三菱石炭鉱業大夕張鉄道線）（1928年譲受） → 三菱鉱業芦別鉱業所専用鉄道（1963年1月譲受。1964年廃車）
- 9217（1927年） - 美唄鉄道 → 大夕張炭礦専用鉄道（1941年借入れ。1947年返却） →三菱茶志内炭礦専用鉄道（1952年転入。1967年廃車）
- 9233（1927年） - 美唄鉄道 → 大夕張炭礦専用鉄道（1929年借入れ。1938年返却） → 釧路埠頭倉庫専用線（1949年10月譲受） → 雄別炭礦鉄道（1951年移管。1958年廃車）
- 9237（1928年） - 美唄鉄道 → 大夕張炭礦専用鉄道（三菱石炭鉱業大夕張鉄道線）（1929年5月転入） → 三菱鉱業芦別鉱業所専用鉄道（1962年9月譲受。1964年廃車）
- 9224（1949年） - 釧路埠頭倉庫専用線 → 雄別炭礦鉄道（1951年移管。1952年廃車）